# Relações entre Marrocos e Rússia

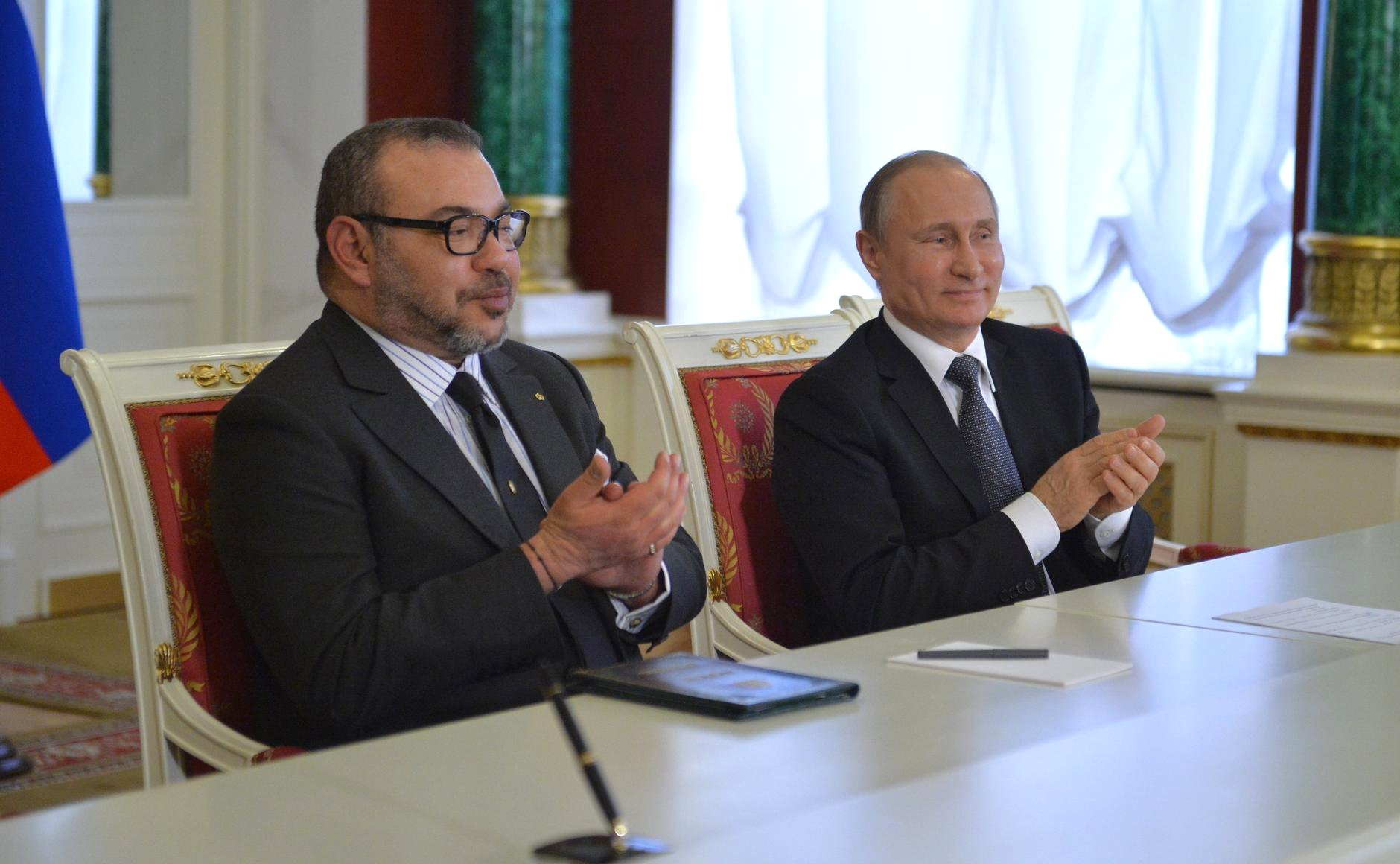
Vladimir Putin com Mohammed VI do Marrocos.

As relações entre Marrocos e Rússia são as relações diplomáticas estabelecidas entre o Reino do Marrocos e a Federação Russa. O Marrocos possui uma embaixada em Moscou e a Rússia possui uma embaixada em Rabat e um consulado-geral em Casablanca.

## História
As relações bilaterais entre Marrocos e Rússia datam do século XVIII, quando o sultão Sidi Mohammed Ben Abdallah e a rainha Catarina II trocaram cartas que indicavam áreas de interesse mútuo, abrangendo principalmente o estabelecimento de laços comerciais e permitindo que os navios russos tivessem acesso à costa marroquina para a prática da pesca. Desde então, os laços entre a Rússia e o Marrocos permanecem fortes, apesar das diversas mudanças políticas e econômicas que ambos os países experimentaram nos séculos XIX e XX.

## Saara Ocidental
No processo de paz no Saara Ocidental, a Rússia continua a desempenhar um papel neutro no Conselho de Segurança das Nações Unidas, equilibrando os seus interesses na Argélia e no Marrocos, ao mesmo tempo em que se preocupa com a adesão ao Grupo de Amigos do Saara Ocidental.